# Behold the Man
Behold the Man è un film del 1921 diretto da  Spencer Gordon Bennet.

## Trama
Una madre racconta storie tratte dalla Bibbia ai figli, compresa quella sulla vita di Cristo.